# Миюки (эсминец)
«Миюки» (яп. 深雪, Глубокий снег) — японский эскадренный миноносец типа «Фубуки».

## Строительство
Корпус корабля был заложен 30 апреля 1927 года на частной верфи в Ураге (ныне часть города Йокосука), последним из 10 представителей первой серии эсминцев «специального типа». Спуск на воду состоялся 29 июня 1928 года, а 1 августа его переименовали из изначального «№ 38» в «Миюки». В состав флота он вошёл 29 июня 1929 года.

## История службы
После вступления в строй «Миюки» вместе с однотипными «Фубуки», «Сираюки» и «Хацуюки» вошёл в состав 11-го дивизиона 2-го флота. В октябре-декабре 1931 года проходил ремонт в Курэ.
В ночь на 29 июня 1934 года в ходе ночных маневров в Корейском проливе «Миюки» был протаранен кораблём «Инадзума», также принадлежавшим к типу «Фубуки». Форштевень «Инадзумы» ударил эсминец в левый борт у 46-го шпангоута, перерубив его корпус пополам. Оторванная носовая часть «Миюки» вскоре затонула, а кормовую пытались удержать на плаву и довести до ближайшего порта, взяв на буксир. Тем не менее, уже через 20 минут было затоплено первое котельное отделение, а через два часа и второе. Было приказано оставить корабль, после чего он перевернулся и затонул в точке с координатами 33°00′ с. ш. 125°30′ в. д.. Всего в катастрофе погибло 5 и было ранено 4 члена экипажа эсминца. «Инадзума» была благополучно отбуксирована крейсером «Нака» в Сасэбо, её ремонт на верфи в Курэ занял 4 месяца.
15 августа 1934 года «Миюки» был исключён из списков.

## Командиры
- 10.12.1928 — 20.11.1930 капитан 2 ранга (тюса) Дзинтаро или Нитаро[2] Като (яп. 加藤仁太郎);
- 20.11.1930 — 1.12.1931 капитан 2 ранга (тюса) Ёсисукэ Ясутоми (яп. 安富芳介);
- 1.12.1931 — 11.1.1932 капитан 2 ранга (тюса) Хатиро Наодзука (яп. 直塚八郎);
- 11.1.1932 — 16.5.1932 капитан 3 ранга (сёса) Ёсио Канэмасу (яп. 金桝義夫);
- (исполняющий обязанности) 16.5.1932 — 1.12.1932 капитан 2 ранга (тюса) Тацухэй Накахара (яп. 中原達平);
- 1.12.1932 — 29.6.1934 капитан 2 ранга (тюса) Масанао Офудзи (яп. 大藤正直).